# Anomala humeralis
Anomala humeralis är en skalbaggsart som beskrevs av Hermann Burmeister 1844. Anomala humeralis ingår i släktet Anomala och familjen Rutelidae. Inga underarter finns listade i Catalogue of Life.